# Stenocereus pruinosus
Stenocereus pruinosus  es una especie de planta fanerógama de la familia Cactaceae. Es endémica México donde se encuentra en Chiapas, Guerrero, Oaxaca, Puebla, San Luis Potosí, Tamaulipas y Veracruz, siendo común a altitudes 800-1900 m.

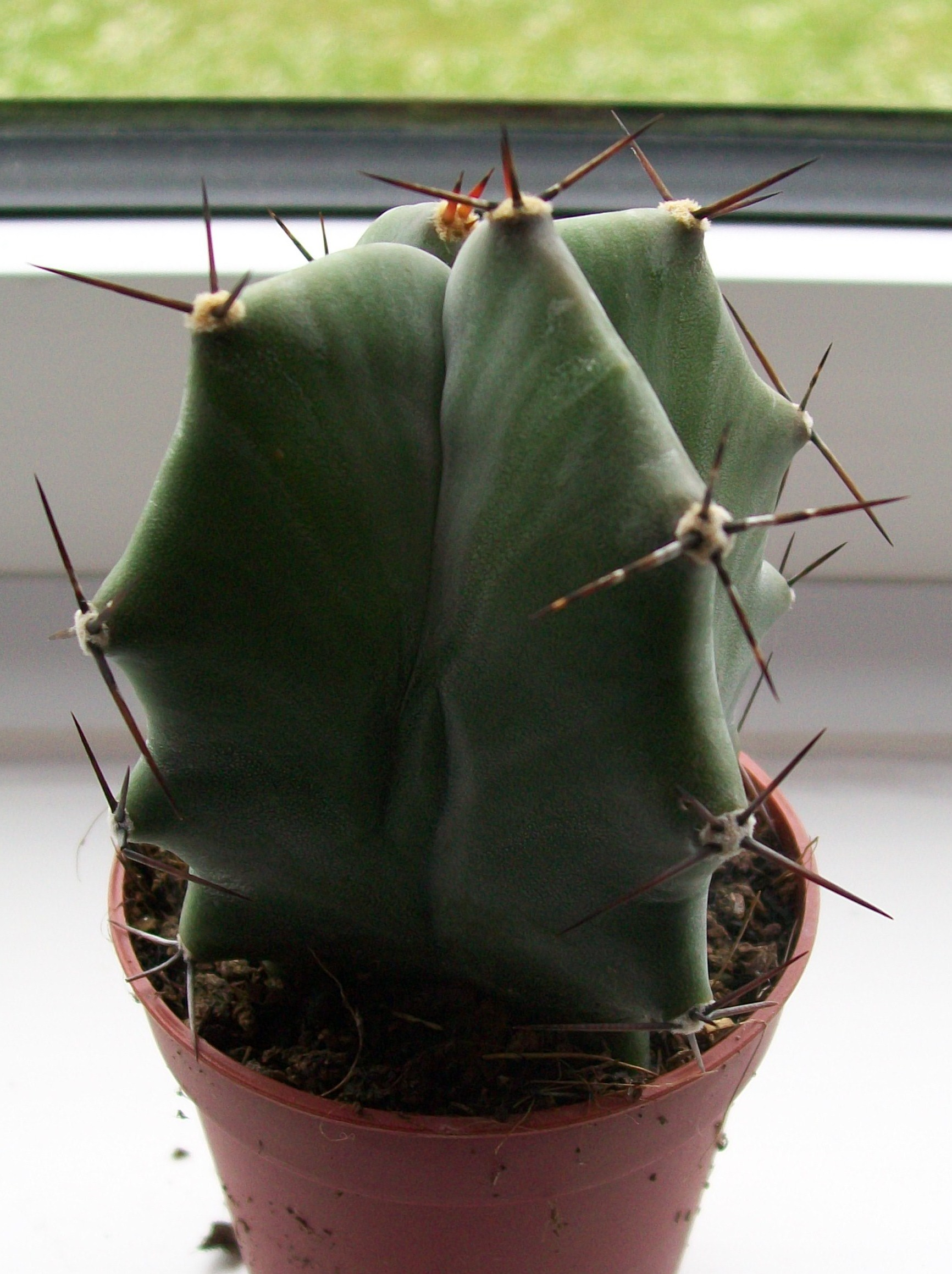
Detalle

## Descripción
Stenocereus montanus crece en forma de árbol con tallos ramificados y alcanza un tamaño de 4-5 m de altura. Tiene un tronco claro glauco con los brotes verdes oscuros y tienen un diámetro de 8 a 12 cm. Tiene seis (raramente siete) corrugadas costillas. Las areolas con tres a nueve espinas centrales grisáceas de 2 a 3 cm (raramente hasta 5 centímetros) de largo. Las ocho a nueve (raramente hasta doce) espinas radiales también son de color grisáceo y por lo general inferior a 15 milímetros. Las flores con forma de embudo, de color blanco, hasta de 9 cm de largo con las flores que aparecen cerca de las puntas de los brotes. Abren por la noche y están abiertas hasta el día siguiente. El fruto de color verde alargado, a teñido de rojo mide de 5 a 8 cm de largo y puede alcanzar un diámetro de 5 cm. La carne es de color rojo.

## Taxonomía
Stenocereus pruinosus fue descrita por (Otto ex Pfeiff.) Buxb. y publicado en Botanische Studien 12: 101. 1961.
Etimología
Stenocereus: nombre genérico que deriva de las palabras griegas:
"στενός" (stenos) para "apretado, estrecho" y se refiere a las costillas relativamente estrechos de las plantas y cereus para "cirio, vela".
pruinosus: epíteto latíno que significa "escarchado"
Sinonimia
- Cactus pruinosus Monv. ex Steud.
- Cereus pruinosus (Otto ex Pfeiff.) C.F.Först.
- Cereus roridus Pfeiff.
- Echinocactus pruinosus Otto ex Pfeiff.
- Lemaireocereus laevigatus (Salm-Dyck) Borg
- Lemaireocereus laevigatus var. guatemalensis (Eichlam) Borg
- Lemaireocereus longispinus Britton & Rose
- Lemaireocereus pruinosus (Otto ex Pfeiff.) Britton & Rose
- Ritterocereus laevigatus Backeb.
- Ritterocereus pruinosus (Otto) Backeb.
- Stenocereus longispinus (Britton & Rose) Buxb.[4]